# Norma (matemàtiques)
En matemàtica, la norma és qualsevol funció que assigna, a cada vector d'un espai vectorial, un valor escalar no negatiu i que és homogènia, semidefinida positiva i que compleix la desigualtat triangular. Així, una norma defineix una longitud. Per altra banda, una seminorma permet assignar longitud zero a vectors que no són nuls. Un exemple molt senzill és la norma euclidiana definida sobre l'usual espai euclidià. En general, quan es defineix una norma dins d'un espai vectorial es diu que s'ha definit un espai normat. Normalment, la norma del vector v, a vegades anomenada també el mòdul de v, s'indica amb la notació ∥v∥ (o ||v||).

## Definició
Sigui E un espai vectorial sobre un subcòs K dels nombres complexos, com ara els nombres complexos mateixos, els reals o els nombres racionals; una norma sobre E és una aplicació p definida en E amb els reals positius com a conjunt d'arribada:
{\displaystyle p\colon E\to \mathbb {R} ^{\geqslant 0}}
{\displaystyle x\longmapsto p(x)}
que compleix, per a tot escalar λ del cos K i per a qualssevol vectors u, v de l'espai E; les següents propietats:
1. p(λv) = ∣λ∣⋅p(v). (homogeneïtat)
2. p(u + v) ≤ p(u) + p(v). (Desigualtat triangular)
3. 0 ≤ p(v) i p(v) = 0 si i només si v és el vector nul. (semidefinida positiva)

Si l'aplicació p compleix totes les propietats menys l'última d'elles es diu que és una seminorma sobre E. Normalment, les normes es representen per la notació ∥v∥ o fins i tot ∣v∣ en comptes de p(v).

## Exemples
- La seminorma trivial, on p(x)=0 per a tot vector x de E.
- El valor absolut és una norma dels nombres reals.

### Norma euclidiana
A l'espai ℝn la noció intuïtiva de longitud d'un vector x = (x1, x₂, ..., xn) és la representada per la fórmula:
{\displaystyle \|\mathbf {x} \|:={\sqrt {x_{1}^{2}+\cdots +x_{n}^{2}}}}.
Que dona la distància ordinària entre l'origen i el punt x a conseqüència del teorema de Pitàgores.
A ℂn la generalització d'aquesta norma és:
{\displaystyle \|\mathbf {z} \|:={\sqrt {|z_{1}|^{2}+\cdots +|z_{n}|^{2}}}}, equivalent a la norma euclidiana de ℝ2n.
Si l'espai vectorial és també un espai euclidià, podem definir una norma com la rel quadrada del producte escalar del vector amb ell mateix. Quan es vol diferenciar la norma euclidiana de les altres s'escriu ∥v∥₂ seguint la notació de les p-normes. Així, també se l'anomena norma L².

### Norma del màxim
La norma del màxim, norma del suprem o norma infinit es defineix com el suprem de les components del vector en valor absolut:
{\displaystyle \|{\textbf {x}}\|_{\infty }:=\sup \left(|x_{1}|,\ldots ,|x_{n}|\right).}
Seguint la notació de les p-normes, la norma infinit defineix l'espai L∞.

### p-norma
Sigui p ≥ 1 un nombre real, es defineix la p-norma o norma Lp:
{\displaystyle \|{\textbf {x}}\|_{p}:=\left(\sum _{i=1}^{n}|x_{i}|^{p}\right)^{\frac {1}{p}}.}
Convé observar que, per a p = 1 tenim la "norma del taxi", per a p = 2 tenim la norma euclidiana, i que prenent el límit amb {\displaystyle p\to \infty } tenim la norma del màxim. Aquestes normes defineixen els espais Lp.